# Green Templeton College
Green Templeton College (GTC) es uno de los colleges que constituyen la Universidad de Oxford, en el Reino Unido. Es el college más recientemente fundado de la universidad, luego de la unión del Green College con el Templeton College en el año 2008. El college está situado en la antigua ubicación del Green College en Woodstock Road al Norte de Oxford, y se centra alrededor de la espléndida obra arquitectónica del Observatorio Radcliffe, edificio que data del siglo XVIII y modelado a partir de la Torre de los Vientos en Atenas, Grecia. Está cerca del Somerville College. Es un colegio en donde sólo son admitidos estudiantes de posgrado.
Green Templeton College se enfoca académicamente en interrogantes concernientes al bienestar del individuo en sociedad, alojando así (por lo general) a estudiantes de medicina y ciencias de la salud, negocios y gerencia, medio ambiente, desarrollo económico y cooperación internacional. De ahí se deriva una rica vida interdisciplinaria y de discusión, dando así origen a distintas iniciativas académicas orientadas a lidiar con los desafíos del siglo XXI, siempre con énfasis en el bienestar del ser humano. Muchas de estas especialidades se derivan de aquellas que formaban parte del Green y del Templeton college antes de su unión, las cuales se reviven en GTC.

## Historia
La fusión entre Green College y Templeton College fue la primera en la historia moderna de la Universidad. La unión se anuncia formalmente en julio de 2007, luego de ser aprobada por el Consejo de la Universidad y por los cuerpos de liderazgo de ambos colleges. Green Templeton College (GTC) abre sus puertas oficialmente el 1 de octubre de 2008. 
Aunque para los estándares de Oxford, ambos el Green College y el Templeton College eran relativamente jóvenes, cada uno tendría su propia historia individual, cultura, y tradición establecida. 

### Green College
Establecido en 1979, Green College fue uno de los colegios más jóvenes de la universidad, y fue nombrado después de sus principales benefactores: Dr. Cecil H. Green y su esposa Dr. Ida Green. Dr. Green fue uno de los fundadores de Texas Instruments. 
Green College estaba dedicado al 'bienestar humano' en la sociedad moderna. Esto era interpretado como un foco académico en la medicina. Otras disciplinas complementaban también la vida intelectual del colegio, incluyendo educación, medio ambiente, y las ciencias sociales. 30 % de los estudiantes estudiaron medicina. Alrededor de 20 % estaban íntimamente ligados a la investigación a nivel de posgrado.

### Templeton College
Templeton College fue fundado luego de una larga donación de Sir John Templeton al Centro de Oxford para Estudios de Gerencia, teniendo como visión mejorar los estándares profesionales en la gerencia Británica. La donación fue una de las más largas dadas a cualquier institución académica Británica, y tal centro fue llamado Templeton College gracias a este gesto.
Templeton College siempre enfatizó su compromiso al desarrollo tanto profesional como intelectual del individuo a lo largo de su vida. El College tuvo como misión el atraer a líderes de distintas disciplinas para explorar problemas persistentes en la gerencia y áreas de políticas relacionadas.
El College estaba ubicado en Egrove Park en la villa de Kennington.

## Escudo del GTC
```
El escudo del GTC incorpora elementos de los escudos de ambos Green y Templeton Colleges, capturando tanto el espíritu de su colegio, así como su carácter y visión.
```

El escudo contiene dos símbolos principales: la Vara de Esculapio y la concha del Nautilus. La Vara de Esculapio era el principal componente del escudo de armas del Green College. En la mitología griega, Esculapio, hijo de Apolo, era practicante de la medicina. La serpiente enrollada a lo largo de la vara simbolizan a las artes de la sanación. El Nautilus, por otra parte, fue escogido por Sir John Templeton, para simbolizar la evolución y la infinita renovación, y fue adoptado por Templeton college en 1984. El nuevo escudo de armas del GTC también muestra una cresta la cual ofrece una representación del Sol detrás del símbolo astronómico de Venus (♀), que conmemora el tránsito de Venus alrededor del sol en 1761, el evento astronómico que resultó en la creación del Observatorio Radcliffe, el corazón arquitectónico del Green Templeton College.